# Arthur Hussey
Arthur Duncan "Art" Hussey (2 de março de 1882 — 3 de abril de 1915) foi um golfista norte-americano que representou os Estados Unidos no golfe nos Jogos Olímpicos de Verão de 1904 conquistando a medalha de bronze.